# José Ignacio Llorens i Torres

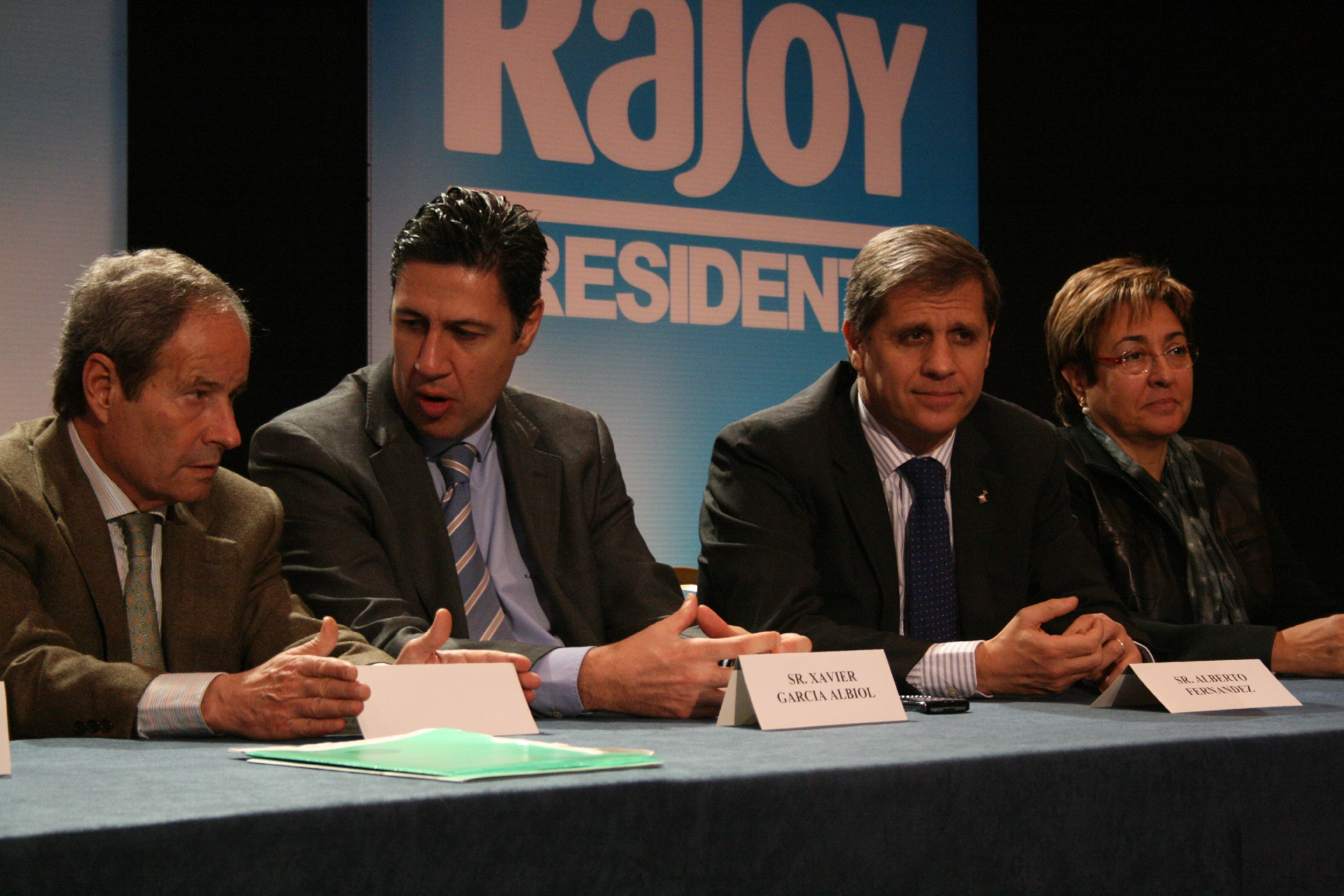
José Ignacio Llorens i Torres és el primer per l'esquerra

José Ignacio Llorens i Torres (Lleida, 16 de maig de 1943) és un polític català, diputat a les Corts Generals pel Partido Popular, representant la circumscripció de Lleida.

## Trajectòria
Llorens és llicenciat en Enginyeria Agrònoma per l'Escola Tècnica Superior d'Enginyers Agrònoms de Madrid i funcionari de carrera. Va ser president de l'Associació Nacional d'Enginyers Agrònoms de l'IRYDA (1977-1982) i conseller de la Caixa d'Estalvis de Lleida.
Es va iniciar al món de la política en Alianza Popular i va ser escollit diputat a les Corts Generals per la circumscripció de Lleida en la II i III Legislatures. No va poder conservar el seu escó a les eleccions de 1989, ja sota les sigles del Partit Popular, i va encapçalar la llista de Lleida en les Eleccions al Parlament de Catalunya de 1992, aconseguint l'acta de diputat. Llorens abandonaria el Parlament català un any després, el 1993, per ser novament el cap de la llista lleidatana del PP a les eleccions generals d'aquest mateix any. José Ignacio Llorens va aconseguir ser escollit i va conservar el seu escó en les eleccions de 1993 i 2000, en les quals va ser president de la Comissió de Medi Ambient.
A les Eleccions generals espanyoles de 2004 el Partit Popular de Catalunya va nomenar Jordi Montanya i Mías com a substitut de Llorens. Montanya, afí al president del partit Josep Piqué no va ser escollit, cosa que va convertir Lleida, juntament amb Girona, les úniques província espanyola en les quals el PP no va obtenir cap representant al Congrés. Per a les eleccions de 2008 la direcció nacional del partit va forçar l'elecció de Llorens per encapçalar un cop més la llista provincial, i aconseguiren recuperar l'escó perdut.
Dins del Congrés dels Diputats ha estat president de la Comissió de Medi ambient (1996-2000), president de la Comissió de Peticions (2000-2004) i des de 2008 president de la Comissió de Medi Ambient, Agricultura i Pesca. Fou escollit novament diputat a les eleccions generals espanyoles de 2016.
El 13 de setembre del 2018 José Ignacio Llorens i Jesús Posada, diputats del Partido Popular, van ser els únics diputats de tot l'hemicicle que van votar en contra de l'exhumació de les restes del dictador Franco del Valle de los Caídos.